# Pobres Servas da Mãe de Deus
Pobres Servas da Mãe de Deus são uma congregação religiosa feminina fundada em 1872 pela venerável madre Maria Madalena do Sagrado Coração, Frances Margaret Taylor, com a ajuda de sua amiga e patrocinadora, Lady Georgiana Fullerton, e, depois da morte dela, de seu marido, A. G. Fullerton (1808–1907).

## História
Em 1867, Lady Georgiana traduziu a regra das "Irmãzinhas Servas da Imaculada Conceição", uma congregação rural polonesa e conseguiu a permissão do fundador, Edmund Bojanowski, para fundar sua congregação na Inglaterra. Em 24 de outubro de 1868, Frances Taylor se encarregou desta iniciativa, alugando alguns quartos na Fleet Street, em Londres. Em fevereiro do ano seguinte, convidada pelos Missionários Oblatos de Maria Imaculada, uma ordem sacerdotal, a comunidade se mudou para a missão em Tower Hill, onde permaneceu até junho de 1870.
A afiliação com a congregação polonesa se mostrou impraticável e a nova ordem foi colocada sob o comando de seu próprio superior geral, a madre Maria Madalena. Em 12 de fevereiro de 1872, a nova congregação foi fundada formalmente quando ela fez seus votos perpétuos.
Desde o princípio, a congregação foi aprovada e encorajada pelo cardeal Henry Edward Manning, com o treino espiritual de seus membros sob a responsabilidade da Companhia de Jesus, que cuidava de uma igreja perto de onde a congregação trabalhava em seus primeiros anos, a Igreja da Imaculada Conceição em Farm Street. Os primeiros membros se dedicavam a visitar os pobres, lecionar nas escolas paroquiais, atuar em enfermaria e organizando refúgios para mulheres abusadas.
As principais fundações realizadas durante o mandato (vitalício) de madre Maria Madalena foram: Limerick, Irlanda (1874); Margate, Kent (1874); Carrigtwohill, Cork, Irlanda (1875); Roehampton, Londres (1871); Brentford, Middlesex (1880); St. Helens, Lancashire (1882); Monkstown, Cork (1881); North Hyde, Middlesex (1883); Roma (1886); Streatham, Londres (1888); Dublin (1888); Paris (1890); Liverpool (1891); Woodford Green, Essex (1894); Rhyl, País de Gales (1899); Selkirk, Escócia (1899); e sua última fundação, Loughlinstown, Irlanda (1899).
A constituição da ordem é baseada na Regra de Santo Inácio e foram escritas pelo padre Augustus Dignam S.J. juntamente com madre Maria Madalena. Em 18 de julho de 1879, o Decretum Laudis da ordem foi concedido, assinado pelo papa Leão XIII. Em 1 de maio de 1892, a ordem e sua constituição foram aprovadas e a confirmação final foi concedida pela Santa Sé em 19 de julho de 1900, um mês depois da morte de madre Maria Madalena.
Por muitos anos, a casa-mãe da ordem ficou em Roma, à qual estavam ligadas duas escolas e a igreja pública de San Giorgio e Martiri Inglesi. A congregação estava na época focada em suas obras na Inglaterra e na Irlanda, mas havia também casas na Itália e na França; mais recentemente, a ordem se expandiu para os Estados Unidos, a Venezuela e o Quênia.
Originalmente, os membros vestiam um hábito negro com um escapulário azul e um véu preto.